# ویکتوریو بلانکو
ویکتوریو بلانکو (اسپانیایی: Victorio Blanco‎؛ ۱۸ سپتامبر ۱۸۹۳ – ۱ اکتبر ۱۹۷۷) بازیگر اهل مکزیک بود.
از فیلم‌ها یا برنامه‌های تلویزیونی که وی در آن نقش داشته است می‌توان به نازارین و جادوگر اشاره کرد.